# پیتزو کمپولونگو
پیتزو کمپولونگو (به لاتین: Pizzo Campolungo) یک کوه در سوئیس است که در کانتون تیچینو واقع شده‌است. پیتزو کمپولونگو ۲٬۷۱۳ متر بالاتر از سطح دریا واقع شده‌است.